# Utvängstorps församling
Utvängstorps församling var en församling i Skara stift och i Mullsjö kommun. Församlingen uppgick 2002 i Sandhem-Utvängstorps församling. 

## Administrativ historik
Församlingen har medeltida ursprung. 
Församlingen var till 1638 annexförsamling i pastoratet Sandhem, Utvängstorp och Härja som till 1548 även omfattade Mossebergs församling. Från 1638 till 19 mars 1691 var den annexförsamling i pastoratet Sandhem och Utvängstorp som från 1655 även omfattade Nykyrka församling. Från 19 mars 1691 till 1962 var församlingen annexförsamling i pastoratet Sandhem, Härja, Utvängstorp och Nykyrka och från 1962 till 2002 annexförsamling i pastoratet Sandhem, Utvängstorp, Nykyrka och Bjurbäck. Församlingen uppgick 2002 i Sandhem-Utvängstorps församling.

## Kyrkor
- Utvängstorps kyrka